# Нагнойний Денис Олександрович
Денис Олександрович Нагнойний (нар. 3 лютого 2002, смт Варва, Чернігівська область, Україна) — український футболіст, атакувальний півзахисник «Кудрівки».

## Життєпис
Народився у смт смт Варва, Чернігівська область. Вихованець «Європи» (Прилуки) та Харківського державного вищого училища фізичної культури № 1.
У серпні 2019 року підписав контракт з «Зорею». Виступав за юнацьку команду клубу, а, починаючи з сезону 2020/21, грав і за молодіжну команду. За першу команду луганців дебютував 9 травня 2021 року в переможному (2:1) домашньому поєдинку 26-го туру Прем'єр-ліги України проти «Олександрії». Денис вийшов на поле на 70-ій хвилині, замінивши Максима Луньова, і вже через три хвилини віддав гольовий пас на Даниїла Алефіренка.

## Досягнення
Українська прем'єр-ліга:
 Бронзовий призер (2): 2020/21, 2022/23